# Bakkebølle
Bakkebølle is een gehucht in de Deense regio Seeland, gemeente Vordingborg.
De plaats is langgerekt en ligt langs de Bakkebøllevej. Langs deze straat bevindt zich een gedenksteen ter herinnering aan het vrijkopen in 1795 van de plaats, uit handen van  het landgoed Liliendal. Vanuit de plaats is de Farøbrug naar Falster te zien.
Ten zuiden van Bakkebølle zelf, aan de zuidkust van het eiland Seeland, ligt het vakantiepark Bakkebølle Strand.
De Deense uitvinder en luchtvaartpionier Jacob Ellehammer werd in 1871 geboren in Bakkebølle.

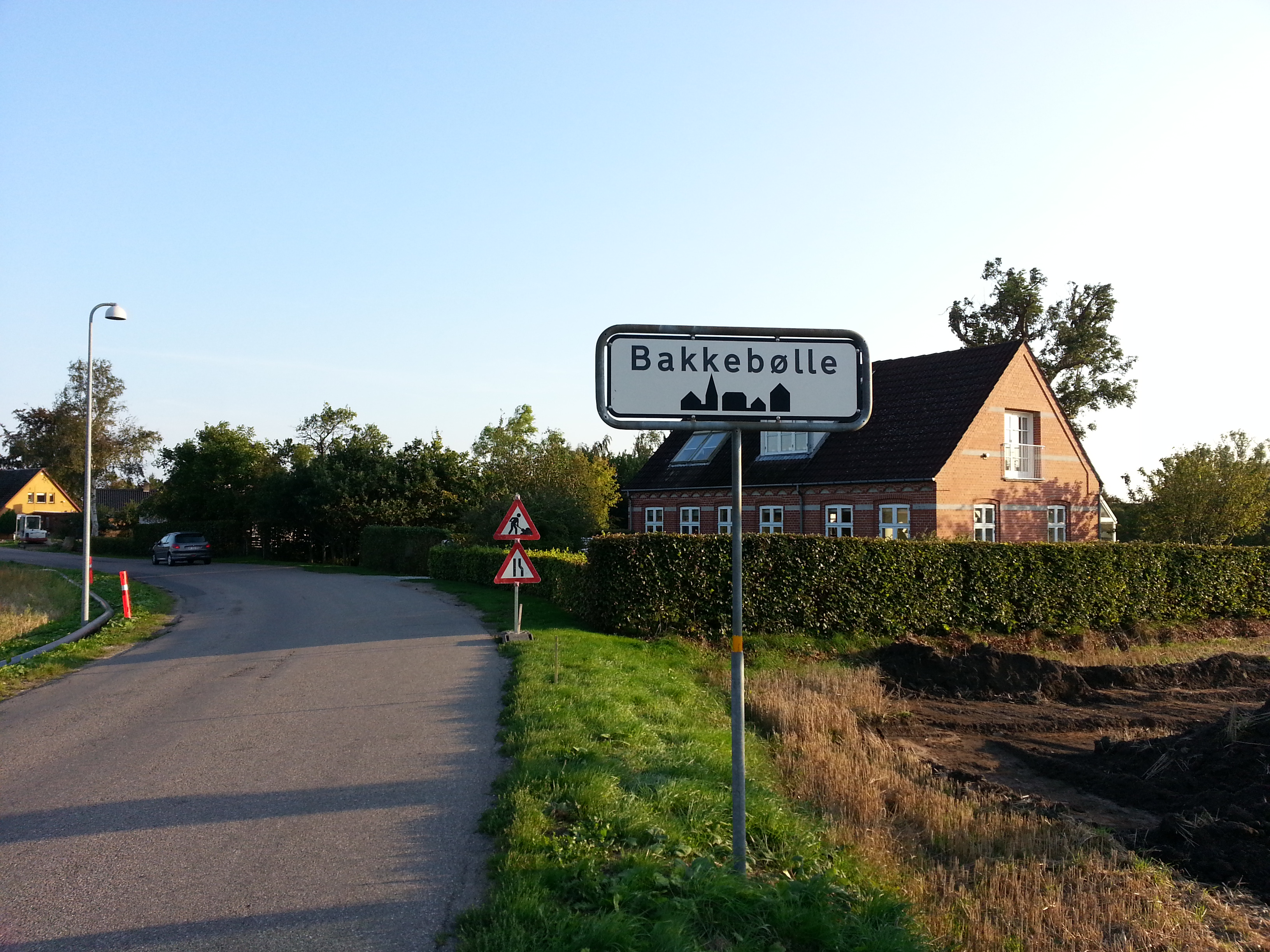
Binnenkomst Bakkebølle
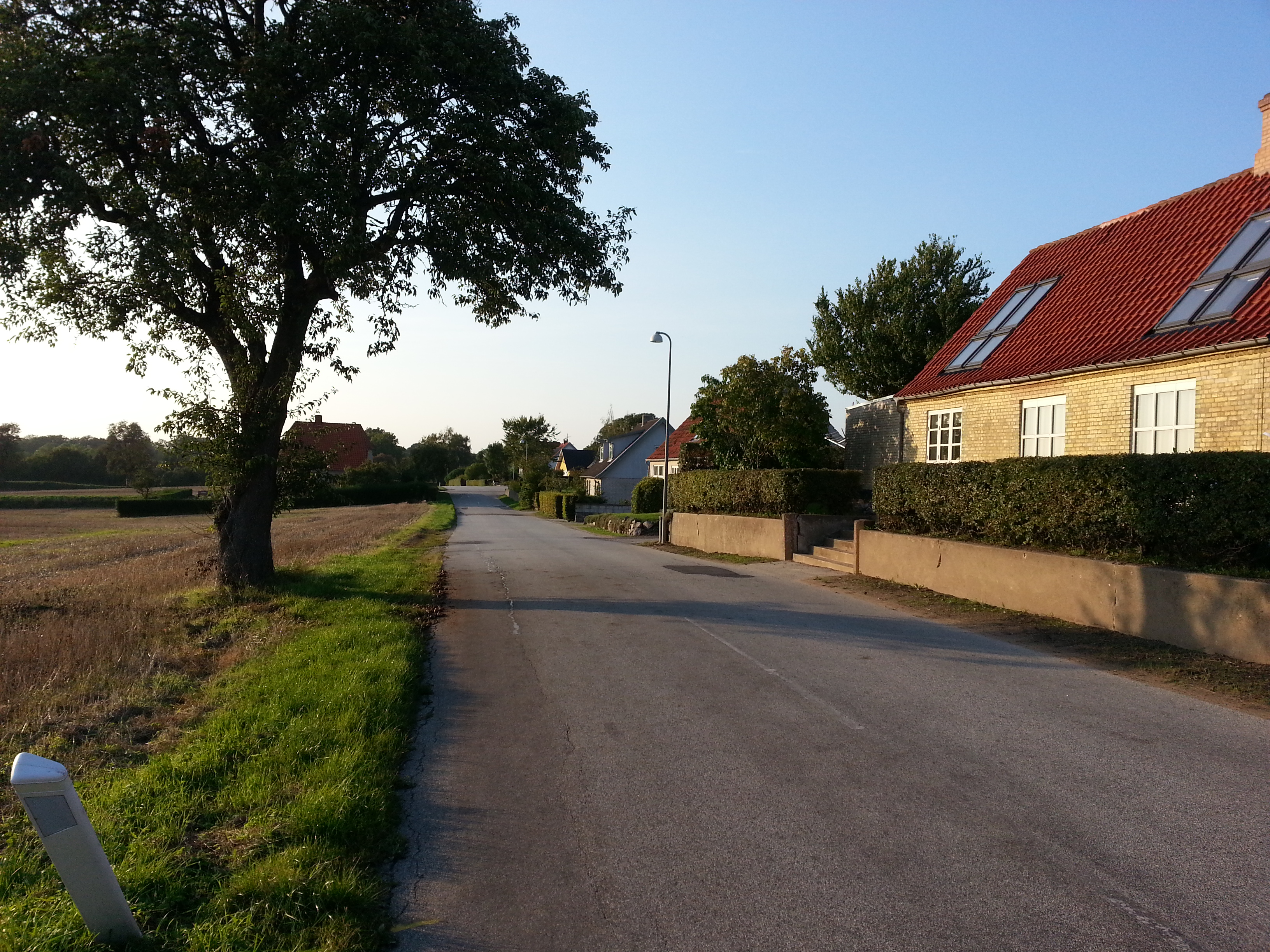
Bakkebøllevej
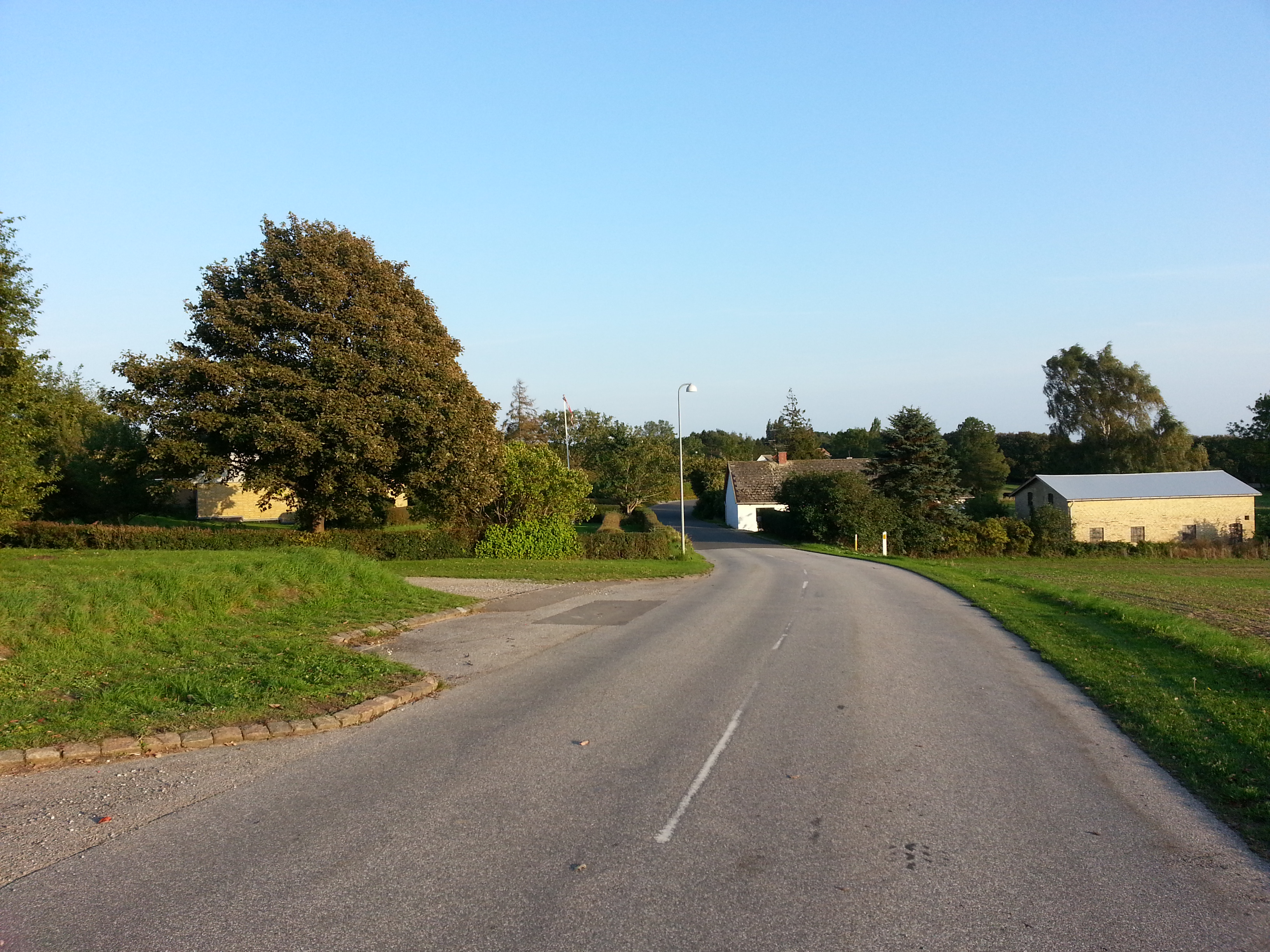
Bakkebøllevej
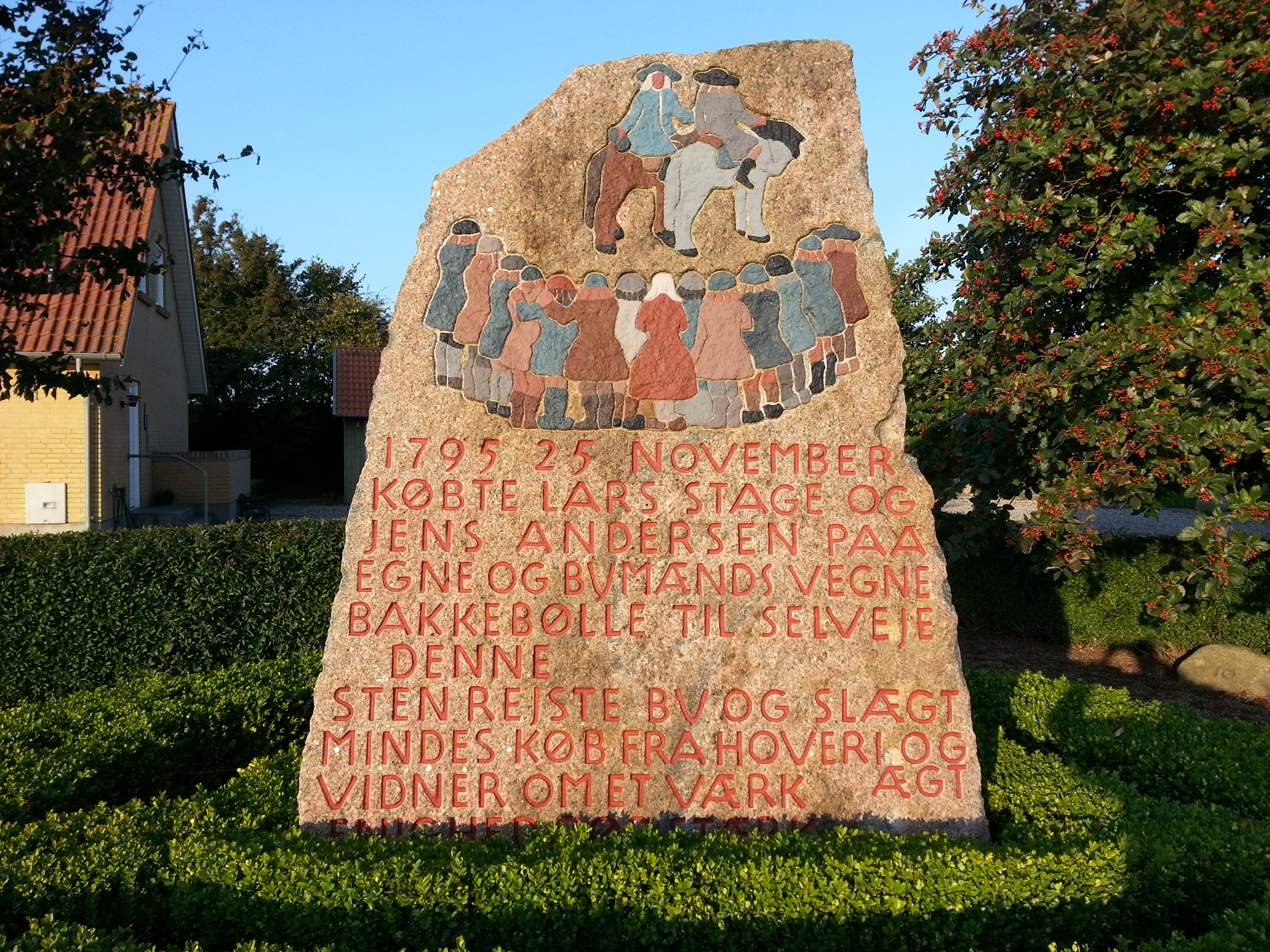
Gedenksteen in Bakkebølle
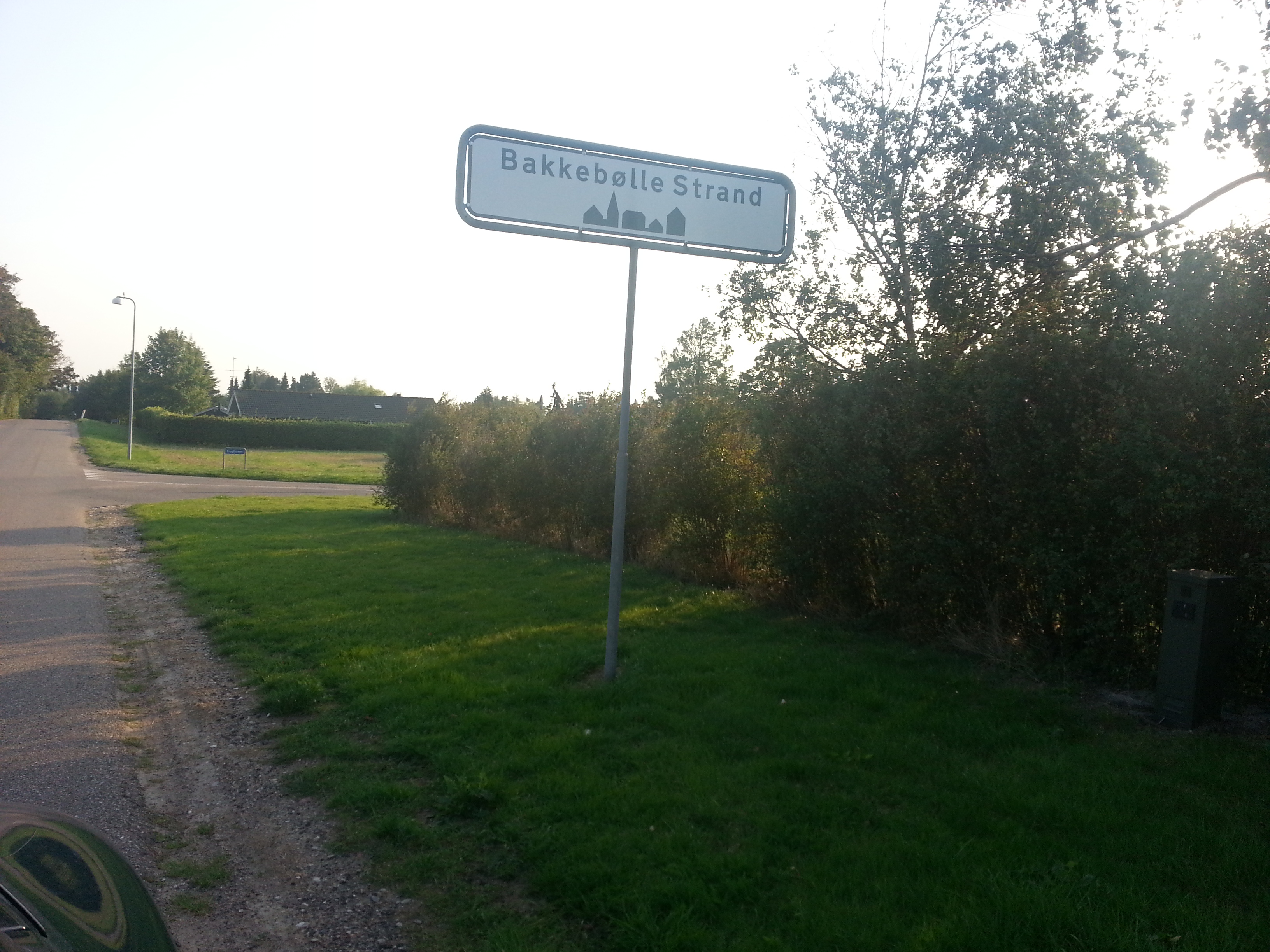
Binnenkomst Bakkebølle Strand
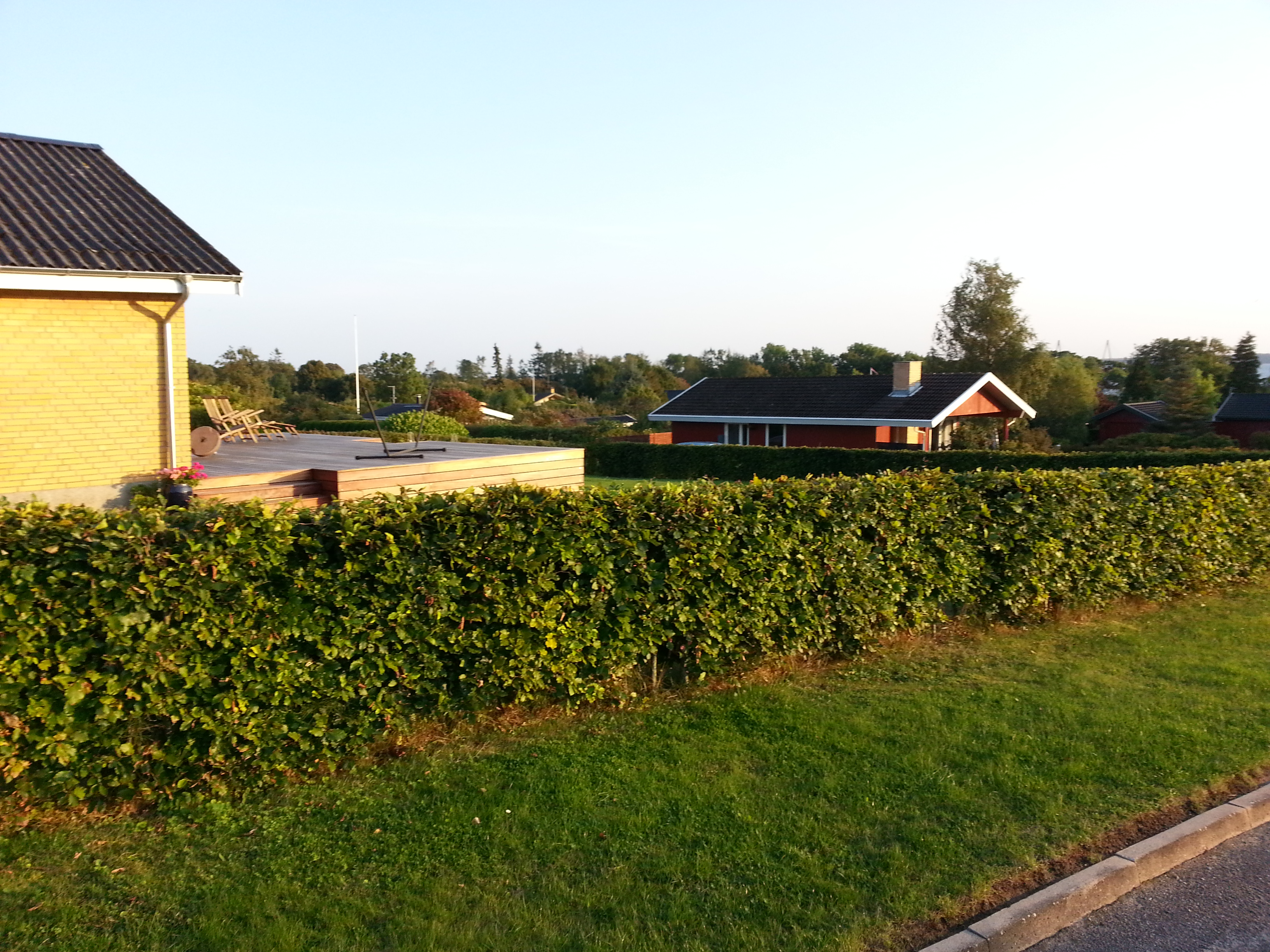
Vakantiehuizen Bakkebølle Strand